# SouthPeak Interactive
SouthPeak Interactive és una empresa publicadora de videojocs que ha publicat títols a Europa i Amèrica del Nord. Va publicar videojocs des del 1996 i recentment ha mantingut relació empresarial amb un estudi de desenvolupament, Artificial Studios. L'empresa ha publicat videojocs per Xbox, PlayStation 2, Nintendo 64 PlayStation, PlayStation Portable Game Boy Color, Game Boy Advance i Nintendo DS cm també per ordinador. A més a més, l'empresa té videojocs en desenvolupament per la Xbox 360.

## Videojocs publicats

### Xbox 360
- Monster Madness (en desenvolupament)

### Xbox
- Combat Elite: WWII Paratroopers

### PlayStation 2
- Combat Elite: WWII Paratroopers
- State of Emergency 2

### Nintendo 64
- Big Mountain 2000
- Fighters Destiny 2
- Mia Hamm 64 Soccer
- Rally Challenge 2000

### PlayStation
- Boombots
- The Flintstones: Bedrock Bowling
- The Dukes of Hazzard: Racing For Home
- The Dukes of Hazzard II: Daisy Dukes It Out
- Wild Wild West: The Steel Assassin

### PlayStation Portable
- State of Emergency 2 (en desenvolupament)[Cal actualitzar]

### Game Boy Color
- The Dukes of Hazzard: Racing For Home
- Mia Hamm Soccer Shootout

### Game Boy Advance
- Scurge: Hive
- Juka & The Monophonic Menace

### Nintendo DS
- Scurge: Hive

### PC
- Animaniacs: Splat Ball
- Animaniacs: A Gigantic Adventure
- Boss Rally
- Breakneck
- Combat Elite: WWII Paratroopers
- Dark Side of the Moon
- The Dukes of Hazzard: Racing For Home
- The Flintstones: Bedrock Bowling
- Men In Black: The Game
- Monster Madness (In development)[Cal actualitzar]
- Rent A Hero
- Scooby Doo: Mystery of the Fun Park Phantom
- Temüjin
- Virtual Jigsaw
- Virtual Jigsaw: Holiday Edition
- Wild Wild West: The Steel Assassin
- X: Beyond the Frontier